# Sericania loebli
Sericania loebli är en skalbaggsart som beskrevs av Ahrens 2004. Sericania loebli ingår i släktet Sericania och familjen Melolonthidae. Inga underarter finns listade i Catalogue of Life.